# 901
| Calendário gregoriano                                                        | 901 CMI                                              |
| Ab urbe condita                                                              | 1654                                                 |
| Calendário arménio                                                           | 350 – 351                                            |
| Calendário bahá'í                                                            | -943 – -942                                          |
| Calendário budista                                                           | 1445                                                 |
| Calendário chinês                                                            | 3597 – 3598 Início a 24 de janeiro (aproximadamente) |
| Calendário copta                                                             | 617 – 618                                            |
| Calendário etíope                                                            | 893 – 894                                            |
| Calendários hindus - Vikram Samvat - Calendário nacional indiano - Cáli Iuga | 956 – 957 822 – 823 4001 – 4002                      |
| Calendário Holoceno                                                          | 10901                                                |
| Calendário islâmico                                                          | 288 – 289                                            |
| Calendário judaico                                                           | 4661 – 4662                                          |
| Calendário persa                                                             | 279 – 280                                            |
| Calendário rúnico                                                            | 1151                                                 |
| Calendário solar tailandês                                                   | 1444                                                 |

901 (CMI, na numeração romana) foi um ano comum, o primeiro do século X do Calendário Juliano, da Era de Cristo, teve início a uma quinta-feira e terminou também a uma quinta-feira e a sua letra dominical foi D (53 semanas).
No território que viria a ser o reino de Portugal estava em vigor a Era de César que já contava 939 anos.
| Ano completo                        |
| ----------------------------------- |
| Ano comum com início à quinta-feira |